# Mulatschak
Als Mulatschak (ungarisch „mulatság“ für „Belustigung“ oder „Vergnügen“) wird in Ungarn und teilweise auch seinen Nachbarländern eine „ausgelassene Unterhaltung“ bezeichnet. Es ist eine alte Bezeichnung für ein öffentliches Fest zum Abschluss der Weinlese. In Ostösterreich ist es auch ein Ausdruck für eine ausgelassene Feier, bei der am Ende die Gläser zerschlagen werden.
In weiten Teilen Österreichs steht das Wort für ein Kartenspiel mit Ursprung im Salzburger Raum. In Ostösterreich ist dafür der Name Weli geläufiger. Ziel des Spiels ist das Sammeln der angesagten Anzahl von Stichen (vgl. auch Rage, Whist, Jass und vor allem Schnellen). Es herrscht hierbei sowohl Farbzwang als auch Stichzwang. Gespielt wird das Spiel mit „doppeldeutschen Karten“ (eigentlich Mitteleuropäisches Blatt).
Die höchste Karte ist generell die Sau oder Daus der Trumpffarbe, die zweithöchste Karte ist der Weli in allen Farben. Anschließend folgen in der Trumpffarbe der König, Ober, Unter sowie 10 bis 6.
Festgeschriebene Regeln gibt es beim Mulatschak nicht. Von Dorf zu Dorf oder Tal zu Tal weichen die Regeln meist geringfügig ab. Es ist daher Usus, dass vor Spielbeginn die Spieler kurz abklären, welche Regeln gelten.

## Eine Salzburger Regelmöglichkeit
Flachgauer Ausdrucksweise: Mulitschak, oder kurz Muli, Mulin.
Am Beginn der Runde hat der Kartengeber die Karten zu mischen und auszuteilen. Der Kartengeber wechselt immer nach jeder Runde im Uhrzeigersinn.
Nach dem Mischen wird der Kartenstoß mit der Rückseite auf den Tisch gelegt, der Spieler rechts vom Kartengeber hat nun die Möglichkeit den Weli abzuheben. Dabei hat der Abheber nur eine Möglichkeit und sollte er den Weli dabei abheben, darf der Abheber sich diese Karte behalten. Sodann werden die Karten an die Mitspieler ausgeteilt. Die Karten sind im Uhrzeigersinn auszuteilen. Es werden an jeden Spieler 5 Karten ausgeteilt, begonnen wird beim links neben dem Kartengeber sitzenden Spieler. Zuerst sind 3 Karten jeweils an alle Spieler auszuteilen (sollte der Abheber den Weli abheben, diesem nur 2 Karten) und sodann nochmals 2 Karten.
Alle Spieler müssen jetzt ihre Karten einsehen. Sollte ein Spieler bei seinen 5 Karten nur Karten zwischen 6 und 10 haben („unterm Hund“) geht das Spiel zusammen („zusammengefallen“) und die Karten müssen neu gemischt und ausgeteilt werden. Das heißt, jeder Spieler muss mindestens einen Unter oder eine höhere Karte haben. Sollte das Spiel zusammen gehen, werden sodann die Punkte doppelt addiert oder subtrahiert.

### Stichansage
Der links neben dem Kartengeber sitzende Spieler, also der Spieler, der als erstes die Karten bekommen hat, muss jetzt ansagen, wie viele Stiche er macht. Dies kann nur zwischen 0 und 5 Stichen liegen. 0 Stiche werden allerdings mit „keinen“ oder „weiter“ bezeichnet. 5 Stiche werden als „Muli“ bezeichnet. Bei einer Muli-Ansage müssen alle Spieler mitspielen („mitgehen“), niemand darf die Runde aussetzen („daheimbleiben“).
Der oder die nächsten Spieler müssen immer mindestens um einen Stich mehr bieten oder „weiter“ sagen (also nicht überbieten). Die Stichansage geht bis zum Kartengeber. Der Kartengeber kann die Stichansage ebenfalls überbieten. Allerdings muss der Kartengeber die Stichansage nicht erhöhen, er kann die höchste Stichansage auch immer zu sich ziehen, dabei ruft er „bei mir“ aus. Dies bedeutet, sollte ein Spieler 2 Stiche angesagt haben und ruft der Kartengeber „bei mir“ aus, ist nun der Kartengeber der Spieler mit der höchsten Stichansage. Der Spieler, der 2 Stiche angesagt hat, kann nun allerdings nochmals beliebig oft erhöhen und auch der Kartengeber kann beliebig oft „bei mir“ rufen.
Beispiel: Es spielen 4 Spieler. Spieler A ist der links neben dem Kartengeber sitzende Spieler, Spieler D ist der Kartengeber
Spieler A sagt 2 Stiche an, Spieler B sagt 3 Stiche an, Spieler C ruft „weiter“, Spieler D ruft „bei mir“. Spieler D hat somit 3 Stiche angesagt. Spieler B erhöht die Stichansage auf 4. Der Kartengeber – Spieler D – könnte jetzt wieder die Stichansage an sich ziehen, entscheidet sich aber dagegen. Damit beginnt Spieler B und muss 4 Stiche machen.

### Farbauswahl – Trumpffarbe
Steht nun fest, welcher Spieler die Stichansage gemacht hat, muss nun dieser Spieler bestimmen, welche Farbe die Trumpffarbe ist. Dabei wählt der Spieler natürlich die Farbe, in welcher er die höchsten und die meisten Spielkarten hat.
Nun können die restlichen Spieler entscheiden, ob sie mitgehen oder daheimbleiben. Bei Herz als Trumpffarbe müssen alle Spieler mitgehen.
Eine Spezialvariante erlaubt es dem Spieler, welcher die Farbe bestimmt, die Farbauswahl zu Verzögern und sich eine „Brücke“ oder „Packerl“ (s. unten) zu nehmen. Der Spieler sagt bei der Farbauswahl „Weiß ich noch nicht“, bekommt 5 verdeckte Karten und die sechste Karte aufgedreht. Die Farbe der sechsten Karte ist dann automatisch die angesagte Stichfarbe. Daher bekommt der Spieler noch eine weitere siebte aufgedeckte Karte.

### Kartenaustausch
Anschließend können die Spieler die Karten austauschen (ausgenommen „Muli“). Es können 0 bis 5 Karten ausgetauscht werden. Generell können nur einmal und so viele Karten ausgetauscht werden, wie die Spieler es wünschen. Bei 4 oder mehr Spielern empfiehlt sich das Austauschen zu limitieren. Als erstes bekommt der Spieler mit der Stichansage die Karten, anschließend bekommen die Spieler ihre Karten im Uhrzeigersinn – ausgehend vom Spieler mit der Stichansage. Spieler, die alle Karten austauschen, bekommen ihre Karten jedoch erst zum Schluss, siehe „Brücke“.

#### Spezielle Kartenaustauschformen
„eine auf Sicht“ Der Spieler möchte nur eine Karte austauschen. Ihm wird eine Karte gegeben, diese allerdings aufgedreht, sodass alle Spieler sehen, welche Karte der Spieler bekommt. Der Spieler kann nun entscheiden, ob er diese Karte behält oder sich eine neue Karte geben lässt. Will der Spieler eine neue Karte, bekommt er diese nun unaufgedreht und er muss diese Karte behalten.
„fünf auf die Sau“ Der Spieler muss die Sau der Trumpffarbe haben. Er bekommt 5 Karten unaufgedreht. Anschließend muss er eine Karte seiner Wahl wieder abgeben.
„Brücke“ oder „Packerl“ Der Spieler gibt alle 5 Karten zurück. Eine Brücke wird immer zuletzt ausgeteilt. Bei mehreren Brücken wird wieder im Uhrzeigersinn ausgehend vom Stichansager ausgeteilt. Der Spieler bekommt 5 Karten verdeckt und die sechste Karte aufgedreht. Handelt es sich bei der sechsten Karte um eine Trumpffarbe, bekommt er eine weitere Karte aufgedreht. Sollte es sich wieder um eine Trumpffarbe handeln, bekommt er eine weitere Karte. Weitere Karten bekommt der Spieler, solange es sich jeweils um eine Trumpffarbe handelt.
„sechs auf die sieben“ Diese Variante – landläufig auch als „Parenzinern“ (abgeleitet vom italienischen Namen der kroatischen Stadt Poreč) bekannt – kann nur bei Schelle als Trumpffarbe benutzt werden, der betroffene Spieler muss dazu überdies den Schelle-Siebener bereits vor dem Austausch auf der Hand haben. Er wirft alle anderen Karten bis auf die Schelle Sieben weg, zeigt diese vor und nimmt „sechs auf die sieben“. Der Spieler bekommt 6 verdeckte Karten und muss in der Folge zwei davon wieder abwerfen. Notorische Anwender dieser Technik werden als „Parenzinierer“ bezeichnet (Region Flachgau).

### Das Spiel
Der Spieler mit der Stichansage muss nun auszuspielen beginnen. Sodann muss immer der Spieler ausspielen, der einen Stich gemacht hat.
 Der Farbzwang bedeutet, dass die Spieler immer die Farbe ausspielen („zugeben“) müssen, die vom Ausspieler ausgespielt worden ist. Erst wenn die einzelnen Spieler nicht mehr jeweils die Farbe haben, die vom Ausspieler ausgespielt wurde, muss die Trumpffarbe ausgespielt werden. Die höchste Spielkarte ist die höchste Karte der ausgespielten Farbe, außer es befinden sich eine oder mehr Trumpffarben im Spiel, sodann wäre die höchste Trumpffarbe die höchste Spielkarte.
Beispiel: Trumpffarbe ist Laub
der Ausspieler spielt Schelle Sau aus,
Spieler B hat weder Schelle noch Laub, dafür Eichel und Herz – Spieler B kann Eichel oder Herz ausspielen (verliert diese Runde aber)
Spieler C hat keine Schelle, dafür nur Laub 8 und weiters höheres Eichel – muss daher Laub 8 ausspielen wegen der Trumpffarbe,
Spieler D besitzt neben Laub 10 auch Schelle 10 und muss daher die Schelle 10 „zugeben“ wegen des Farbzwangs.
Sieger ist daher Spieler C mit dem Laub 8, da Laub die Trumpffarbe ist, zweithöchste Karte ist die Schelle Sau vom Ausspieler, dritthöchster Spieler D wegen der Schelle 10 (hätte allerdings ohne Schelle 10 mit Laub 10 die Runde gewonnen), niedrigste Karte hat Spieler B mit Eichel oder Herz (beide keinerlei Stichkraft, da weder ausgespielte Karte noch Trumpffarbe).
Beispiel: Trumpffarbe ist Herz
der Ausspieler spielt Herz Ober aus
Spieler B hat kein Herz, spielt Schelle 9 aus
Spieler C spielt Herz Sau aus
Spieler D hat Laub sowie Weli, spielt Weli wegen Farbzwang aus
Sieger ist daher Spieler C, da Herz Sau die höchste Karte ist, zweithöchste Karte hat Spieler D mit Weli – konnte Laub wegen Farbzwang nicht opfern, dritthöchste Karte ist Herz Ober und sodann Schelle 9.

### Die Punkte
Begonnen wird mit 21 Punkten bei jedem Spieler. Gewinner ist der Spieler, der als erstes 0 Punkte erreicht. Für jeden Stich wird 1 Punkt abgezogen. Macht ein Spieler keinen Stich, „fällt“ dieser um 5 Punkte hinauf. „Fällt“ der Stichansager, fällt dieser um 10 Punkte. Geht ein Spieler bei einer Runde nicht mit, „fällt“ dieser 1 Punkt hinauf.
Ab einem Punktestand von nur mehr 5 Punkten darf der Spieler keine Stiche mehr ansagen. Ab 3 Punkten dürfen die Karten nicht mehr ausgetauscht werden, außerdem muss der Spieler nunmehr bei jedem Spiel mitgehen und darf daher nicht mehr „daheimbleiben“.
Punkteverdoppelungen
Sollte der Farbtrumpf Herz sein, werden die Punkte verdoppelt. D.h. pro Stich werden 2 Punkte abgezogen, macht ein Spieler keinen Stich, fällt dieser anstatt um 5 in Herz um 10 Punkte, fällt der Stichansager, fällt dieser anstatt um 10 in Herz um 20 Punkte.
Ebenfalls werden die Punkte doppelt gezählt, sollte das Spiel beim Mischen „zusammengefallen sein“.
Anstelle abzuheben gibt es auch die Möglichkeit zu klopfen, dadurch zählen die Punkte ebenfalls doppelt. Nachdem der Spieler rechts vom Kartengeber auf den Kartenstapel tippt, zeigt der Kartengeber die unterste Karte des Kartenstoßes. Sollte die unterste Karte der Weli sein darf diesen der klopfende Spieler behalten.
Sollten zwei Verdoppelungen zusammenfallen vervierfachen sich die Punkte, fallen drei zusammen verachtfachen sich die Punkte u.s.w...
Muli
Ein Muli bedeutet, dass von einem Spieler 5 Stiche angesagt werden, also die Stichhöchstanzahl.
Der Muli kann sofort nach der Kartenausgabe angesagt werden. Der Muli-Ansager muss nicht warten, bis er zum Ansagen an der Reihe ist. Sodann müssen alle Spieler mitgehen, es darf niemand „daheimbleiben“. Es darf niemand Karten austauschen. Beim Muli kann das Spiel aber auch zusammenfallen.
Sollte der Muli gemacht werden, sprich „aufgehen“, schreibt der Muliansager um 10 Punkte hinunter (bei Herz 20 Punkte), die anderen Mitspieler schreiben um 10 (bei Herz um 20) Punkte hinauf.
Sollte der Muli nicht aufgehen, d. h. sollten nicht die 5 Stiche vom Ansager gemacht werden, fällt der Ansager um 10 Punkte hinauf und alle anderen Mitspieler um 10 Punkte hinunter (bei Herz wiederum doppelt). Eine Variante dazu: Sollte der Muli nicht aufgehen, fällt der Ansager um 10 Punkte hinauf. Der Mitspieler, der den Muli „gebrochen“ hat (d. h. den Ansager mit einem Stich bezwungen hat), fällt 10 Punkte hinunter. Die restlichen Mitspieler bleiben bei ihrer Punktezahl.